# أرماند غودرولت
أرماند غودرولت هو لاعب هوكي الجليد كندي، ولد في 14 يوليو 1921 في بحيرة سان جان في كندا، وتوفي في 2 يوليو 2013.

## وصلات خارجية
- أرماند غودرولت على موقع دوري الهوكي الوطني (الإنجليزية)
- أرماند غودرولت على موقع قاعة مشاهير الهوكي (لاعب أن.إتش.أل) (الإنجليزية)
- أرماند غودرولت على موقع EliteProspects.com (الإنجليزية)
- أرماند غودرولت على موقع HockeyDB.com (الإنجليزية)
- أرماند غودرولت على موقع Hockey-Reference.com (الإنجليزية)